# Bingles Mends the Clock
Bingles Mends the Clock è un cortometraggio muto del 1913 diretto da Frederick A. Thomson.

## Trama
La signora Bingles manda il marito dall'orologiaio per riparare l'orologio di casa che non funziona. Lui, per risparmiare, decide da fare da sé, però presto gli serve dell'olio per lubrificare il macchinario. Esce per andare a comperarlo dal ferramenta ma sulla strada incrocia degli amici che lo convincono ad andare a bere con loro. Un po' alticcio, torna a casa e trova che i bambini hanno messo le mani sull'orologio. Stizzito, sculaccia i piccoli, provocando le rimostranze della moglie che lo accusa di essere un bruto e lo lascia per tornare con i figli dalla mamma. Bingles trova il biglietto della moglie che gli comunica la sua partenza: senza cena, affamato, decide comunque di far funzionare l'orologio. Ma questo non ne vuol sapere: va avanti, indietro, sembra impazzito. Alla fine, Bingles cede e riporta l'orologio dall'orologiaio. Niente più risparmi, per Bingles, che va a cercare la moglie per poter finalmente mangiare.

## Produzione
Il film fu prodotto dalla Vitagraph Company of America.

## Distribuzione
Distribuito dalla General Film Company, il film - un cortometraggio in una bobina - uscì nelle sale cinematografiche statunitensi il 5 maggio 1913.